# پل اسوینسوند
پل اسوینسوند (انگلیسی: Svinesund Bridge) یک پل قوسی است که کشور نروژ را به کشور سوئد متصل میکند.
این پل که در ژوئن ۲۰۰۵ افتتاح شده است ۷۰۴ متر طول دارد و برای عبور وسایل نقلیه به صورت دو باند رفت و برگشت ساخته شده است، پل اسوینسوند بخشی از جاده ئی۰۶ اروپا محسوب میشود.

## نگارخانه

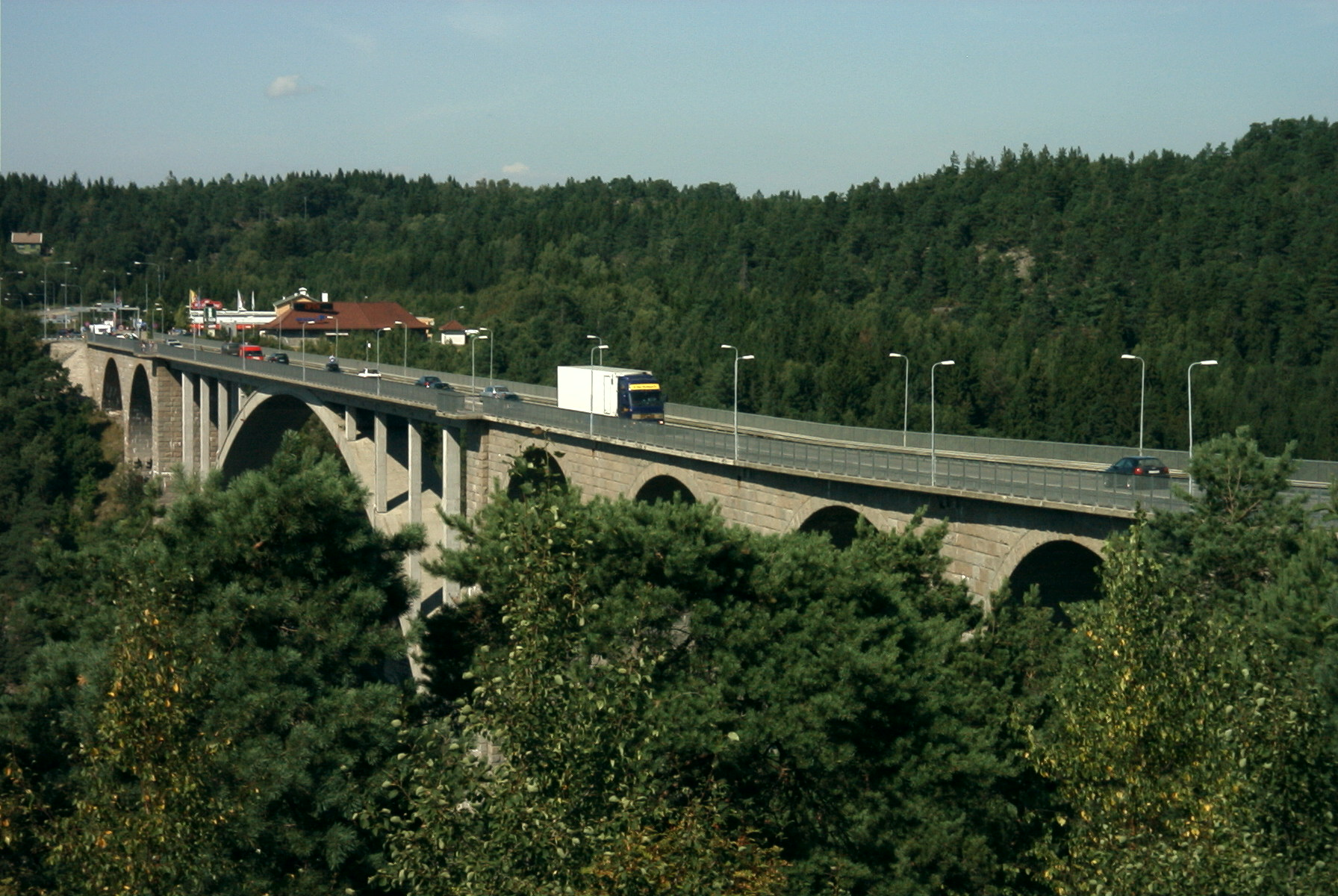
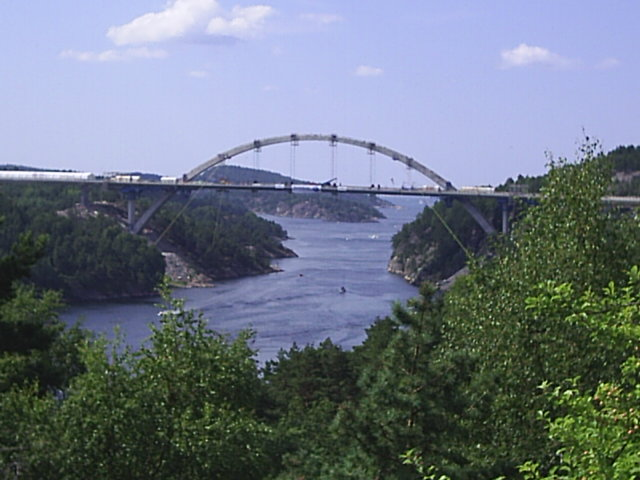